# Jiří Šmejkal
Jiří Šmejkal (*17. dubna 1978, Kolín) je český pop-artový kreslíř, malíř a grafik.

## Život a dílo
Jiří Šmejkal je otcem 4 dětí, absolvoval VŠCHT a ČZU, žije a pracuje v Pečkách. Je vnukem českého malíře krajináře Ferdinanda Kladnického. Je známý díky svým kontroverzním obrazům a výstavám. Koncem devadesátých let stál u zrodu komiksového fanzinu Mozek.Vystavuje od roku 2006, jeho obrazy jsou zastoupeny v českých i zahraničních sbírkách. Jeho typický výtvarný styl ovlivnili zejména čeští komiksoví kreslíři. V jeho rukopisu je patrný vliv zahraničních pop-art umělců (zejména Roy Lichtenstein) a komiksových kreslířů (Milo Manara). Ve svých obrazech Jiří Šmejkal téměř výhradně zobrazuje ženy v bizarních pozicích, často velmi naturalisticky a syrově. Podle britské publikace Best of Erotic Art patří mezi nejvýznamnější evropské výtvarníky v oblasti dekadentního pop-artu. V zahraniční literatuře je uváděn pod pseudonymem George Shmeykal.